# 34030 Tabuchi
34030 Tabuchi è un asteroide della fascia principale. Scoperto nel 2000, presenta un'orbita caratterizzata da un semiasse maggiore pari a 2,5409646 au e da un'eccentricità di 0,1328833, inclinata di 5,51287° rispetto all'eclittica.